# C6H6IN
化学式C6H6IN（摩尔质量：219.02 g/mol）可以指：
- 碘苯胺
  - 2-碘苯胺，CAS号：615-43-0 
  - 3-碘苯胺，CAS号：626-01-7 
  - 4-碘苯胺，CAS号：540-37-4
- 碘甲基吡啶
  - 2-碘甲基吡啶，CAS号：929876-97-1 
  - 3-碘甲基吡啶，CAS号：142179-84-8 
  - 4-碘甲基吡啶，CAS号：138761-37-2
- 2-碘-6-甲基吡啶，CAS号：62674-71-9
- 4-碘-2-甲基吡啶，CAS号：22282-65-1